# Черно (Ленінградська область)
Черно (рос. Черно) — присілок у Сланцевському районі Ленінградської області Російської Федерації.
Населення становить 11 осіб. Належить до муніципального утворення Черновське сільське поселення.

## Історія
Згідно із законом від 1 вересня 2004 року № 47-оз належить до муніципального утворення Черновське сільське поселення.

## Населення
| 2007 | 2010 |
| ---- | ---- |
| 14   | ↘11  |